# Пелазги
Име Пелазги (једн.) су користили неки антички писци за популацију која је била предак Грка или је настањивала Грчку пре Грка.
Генерално, „Пелазги” су постали општепознати као аутохтони становници егејске земље и културе која је постојала пре доласка или настанка грчког језика. Током периода класичне Грчке, енклаве под овим именом су преживеле на неколико локација у Грчкој на копну, Криту и другим острвима у Егејском мору. Људи који су се идентификовали као Пелазги говорили су језик или језике који су се идентификовали као не грчки, иако су неки антички писци описали пелашки језик као грчки. Традиција је такође преживела у неким деловима Грчке док није била хеленизована. Ови делови су до 5. века идентификовани као јонски.
Археолошка ископавања током 20. века дошла су до подручја која су насељавали Пелазги попут Атике, Лемноса или Тесалије. Археолошка откопавања код Сескло и Димини су описала Пелазге као неолитску културу, нека су показала као средња хеладска, а нека и касно хеладска култура микенске Грчке. Од писаних докумената сачуван је пелашки мит о стварању света.